# Gatedalite
La gatedalite (simbolo IMA: Gtd) è un rarissimo minerale del gruppo della braunite appartenente alla famiglia minerale dei "silicati e germanati" con composizione chimica ZrMn2+2Mn3+4O8(SiO4).
Strutturalmente appartiene ai nesosilicati ed è l'analogo den manganese bivalente (Mn2+) della skogbyite.

## Etimologia e storia
La gatedalite è stata chiamata in questo modo da U. Hålenius e F. Bosi nel 2013 in onore del mineralogista dilettante Kjell Gatedal (nato nel 1947) di Nora (contea di Örebro, Svezia) per il suo contributo alla mineralogia dei depositi come quelli di Långban.
La sua località tipo è la miniera di "Långban" presso Filipstad (contea di Värmland, Svezia) (59.85538°N 14.2648°E).

## Classificazione
La nona edizione della sistematica dei minerali di Strunz, aggiornata dall'Associazione Mineralogica Internazionale (IMA) fino al 2009, ma in parte ancora usata, non elenca la gatedalite, dato che il minerale è stato riconosciuto dall'IMA nel 2013.
Nell'edizione successiva, proseguita dal database "mindat.org" e chiamata Classificazione Strunz-mindat elenca la gatedalite nella classe dei "silicati (germanati)" e nella sottoclasse dei "nesosilicati"; questa viene ulteriormente suddivisa in base alla struttura del minerale in modo che possa essere trovato nella sezione dei "nesosilicati con anioni aggiuntivi; cationi in coordinazione > [6] ± [6]" dove forma il sistema nº 9.AG.02 insieme alla skogbyite.
Anche nella Sistematica dei lapis (Lapis-Systematik) di Stefan Weiß la gatedalite è elencata nella classe dei "silicati" e nella sottoclasse dei "nesosilicati con anioni non tetraedrici" dove forma il sistema nº VIII/B.09 insieme a braunite, abswurmbachite, neltnerite, franciscanite, örebroite, welinite, långbanite, yeatmanite e katoptrite.

## Abito cristallino
La gatedalite cristallizza nel sistema tetragonale nel gruppo spaziale I41/acd (gruppo nº 142) con i parametri di reticolo a = 9,4668(6) Å e c = 18,8701(14) Å, oltre ad avere 8 unità di formula per cella unitaria.

## Origine e giacitura
La gatedalite è stata trovata negli skarn contenenti hausmannite associato a un deposito di manganese-ferro localmente metanizzato; òa si trova in paragenesi con jacobsite, manganocalcite, tephroite, långbanite, pinakiolite e ossiplumboroméite.
La gatedalite è un minerale rarissimo ed è stato trovato solo nella sua località tipo, la miniera di "Långban" presso Filipstad (in Svezia).